# Josef Georg Ziegler
Josef Georg Ziegler (auch Josef-Georg Ziegler; * 26. April 1918 in Ober-Ammerthal; † 29. Oktober 2006) war ein deutscher Moraltheologe. 

## Leben
Josef Georg Ziegler wurde 1918 als Sohn von Anna Ziegler, geborene Gradl, und des Volksschul- und Oberlehrers Josef Ziegler in Ober-Ammerthal bei Amberg geboren, besuchte ein Gymnasium und studierte von 1938 bis 1939 an der Theologisch-Philosophischen Hochschule Bamberg. Nach der Entlassung aus der Kriegsgefangenschaft im September 1945 studierte von 1945 bis 1949 in Regensburg katholische Theologie. Am 29. Juni 1949 wurde er durch Michael Buchberger zum Priester geweiht. Es folgten von 1949 bis 1952 Kaplansjahre als Seelsorger in Nittenau und Cham. Von 1952 bis 1955 studierte er auch an der Universität Würzburg. 1955 wurde Ziegler mit der Arbeit Die Ehelehre der Poenitentialsummen von 1200–1350 zum Dr. theol. promoviert und von 1956 bis 1961 war er in Würzburg als Assistent und Dozent tätig. 1959 folgte dort auch seine Habilitation bei Alfons Auer über Antike Enthaltsamkeit und christliche Jungfräulichkeit. Von 1961 bis zu seinem Ruhestand 1983 war Ziegler ordentlicher Professor für Moraltheologie an der Universität Mainz und lebte in Mainz-Finthen. Von der Universität Mainz wurde er 1996 zum Ehrensenator ernannt wurde. 
Am 3. November 2006 wurde Josef Georg Ziegler in Ober-Ammerthal beigesetzt.

## Ehrungen
Im Jahr 1979 wurde Ziegler zum Päpstlichen Ehrenprälaten ernannt. 1983 wurde ihm als erstem deutschen Theologen nach dem Zweiten Weltkrieg der Ehrendoktor einer polnischen Hochschule, der Akademie für Katholische Theologie in Warschau verliehen. 1984 erhielt er das Bundesverdienstkreuz 1. Klasse, 1991 die Medaille für Volksbildung der polnischen Regierung, 1992 den Bayerischen Verdienstorden.

## Veröffentlichungen (Auswahl)
- Die Ehelehre der Poenitentialsummen von 1200–1300. Eine Untersuchung zu Geschichte der Moral- und Pastoraltheologie. Dissertation 1956.
- Vom Gesetz zum Gewissen. Das Verhältnis von Gewissen und Gesetz und der Erneuerung der Kirche. 1968.
- als Hrsg.: Organverpflanzung. 1977.
- mit Joachim Piegsa und Clemens Breuer: Ehe als Sakrament, Familie als „Hauskirche“. Das christliche Verständnis von Ehe und Familie in den Herausforderungen unserer Zeit. EOS Verlag, St. Ottilien 2001, ISBN 3-8306-7066-4.